# 大関友翔
大関 友翔（おおぜき ゆうと、2005年2月6日 - ）は、神奈川県川崎市麻生区出身のプロサッカー選手。Jリーグ・川崎フロンターレ所属。ポジションはミッドフィールダー（MF）。日本代表。

## 略歴
FC多摩ジュニアユース出身で川崎フロンターレU-18に入団し、10番として司令塔で活躍した。2022年6月に松長根悠仁とともにトップ昇格が内定した。
2023年より正式にユースからトップ昇格した。7月29日、JリーグワールドチャレンジのFCバイエルン・ミュンヘン戦で途中出場からプロデビューを果たした。
2024年シーズンから福島ユナイテッドFCへ育成型期限付き移籍。
2024年12月27日育成型期限付き移籍期間満了により2025シーズンより川崎フロンターレに復帰することが発表された。

## 所属クラブ
- 真福寺FC（川崎市立真福寺小学校）
- FC多摩ジュニア（川崎市立真福寺小学校）
- FC多摩ジュニアユース（川崎市立柿生中学校）
- 2020年 - 2022年 川崎フロンターレU-18（神奈川県立生田東高等学校）
  - 2022年  川崎フロンターレ（2種登録選手）[5]
- 2023年 -  川崎フロンターレ
  - 2024年  福島ユナイテッドFC（育成型期限付き移籍）

## 個人成績
| 国内大会個人成績 | 国内大会個人成績 | 国内大会個人成績 | 国内大会個人成績 | 国内大会個人成績 | 国内大会個人成績 | 国内大会個人成績 | 国内大会個人成績 | 国内大会個人成績 | 国内大会個人成績 | 国内大会個人成績 | 国内大会個人成績 |
| 年度             | クラブ           | 背番号           | リーグ           | リーグ戦         | リーグ戦         | リーグ杯         | リーグ杯         | オープン杯       | オープン杯       | 期間通算         | 期間通算         |
| 年度             | クラブ           | 背番号           | リーグ           | 出場             | 得点             | 出場             | 得点             | 出場             | 得点             | 出場             | 得点             |
| 日本             | 日本             | 日本             | 日本             | リーグ戦         | リーグ戦         | リーグ杯         | リーグ杯         | 天皇杯           | 天皇杯           | 期間通算         | 期間通算         |
| ---------------- | ---------------- | ---------------- | ---------------- | ---------------- | ---------------- | ---------------- | ---------------- | ---------------- | ---------------- | ---------------- | ---------------- |
| 2023             | 川崎             | 33               | J1               | 0                | 0                | 0                | 0                | 0                | 0                | 0                | 0                |
| 2024             | 福島             | 14               | J3               | 32               | 8                | 1                | 0                | 1                | 0                | 34               | 8                |
| 2025             | 川崎             | 16               | J1               |                  |                  |                  |                  |                  |                  |                  |                  |
| 通算             | 日本             | 日本             | J1               | 0                | 0                | 0                | 0                | 0                | 0                | 0                | 0                |
| 通算             | 日本             | 日本             | J3               | 32               | 8                | 1                | 0                | 1                | 0                | 34               | 8                |
| 総通算           | 総通算           | 総通算           | 総通算           | 32               | 8                | 1                | 0                | 1                | 0                | 34               | 8                |

- 2022年は2種登録選手としての公式戦出場無し

出場歴
- Jリーグ初出場 2024年2月24日 J3第1節・FC岐阜戦（岐阜メモリアルセンター長良川競技場）
- Jリーグ初得点 2024年3月2日 J3第2節・テゲバジャーロ宮崎戦（いちご宮崎新富サッカー場）

| 国際大会個人成績 | 国際大会個人成績 | 国際大会個人成績 | 国際大会個人成績 | 国際大会個人成績 |
| 年度             | クラブ           | 背番号           | 出場             | 得点             |
| AFC              | AFC              | AFC              | ACL              | ACL              |
| ---------------- | ---------------- | ---------------- | ---------------- | ---------------- |
| 2023-24          | 川崎             | 33               | 1                | 0                |
| 通算             | AFC              | AFC              | 1                | 0                |

## タイトル

### クラブ
川崎フロンターレ
- 天皇杯 JFA 全日本サッカー選手権大会：1回（2023年）

### 代表
- EAFF E-1サッカー選手権：1回（2025年）

### 個人
- J3リーグ優秀選手賞：1回（2024年）[6]
- J3リーグベストイレブン：1回（2024年）

## 代表歴
- U-17日本代表
  - Balcom BMW CUP（2021年、2022年）
  - J-VILLAGE CUP（2022年）
- U-18日本代表
  - SBSカップ 国際ユースサッカー（2023年）
- U-19日本代表
  - モーリスレベロトーナメント（2024年）
- U-20日本代表
  - AFC U20アジアカップ2025（2025年）[7]
- 日本代表
  - EAFF E-1サッカー選手権（2025年）

### 試合数
- 国際Aマッチ 2試合 0得点（2025年 - ）

| 日本代表 | 国際Aマッチ | 国際Aマッチ |
| 年       | 出場        | 得点        |
| -------- | ----------- | ----------- |
| 2025     | 2           | 0           |
| 通算     | 2           | 0           |

### 出場
| No. | 開催日        | 開催都市 | スタジアム         | 対戦国 | 結果 | 監督   | 大会                       |
| --- | ------------- | -------- | ------------------ | ------ | ---- | ------ | -------------------------- |
| 1.  | 2025年7月8日  | 龍仁     | 龍仁ミルスタジアム | 香港   | ○6-1 | 森保一 | EAFF E-1サッカー選手権2025 |
| 2.  | 2025年7月12日 | 龍仁     | 龍仁ミルスタジアム | 中国   | ○2-0 | 森保一 | EAFF E-1サッカー選手権2025 |